# Aspergillus ustus
Aspergillus ustus är en svampart som först beskrevs av Georges Bainier, och fick sitt nu gällande namn av Thom & Church 1926. Aspergillus ustus ingår i släktet Aspergillus och familjen Trichocomaceae.   Inga underarter finns listade i Catalogue of Life.